# Список объектов всемирного наследия ЮНЕСКО в Доминиканской Республике
В спи́ске объе́ктов всеми́рного насле́дия ЮНЕ́СКО в Доминиканской Республике значится 1 наименование (на 2010 год), это составляет 0,1 % от общего числа (1248 на 2025 год). Объект включен в список по культурным критериям. 
Кроме этого, по состоянию на 2018 год, 13 объектов на территории государства находятся в числе кандидатов на включение в список всемирного наследия. Объект на территории Доминиканской Республики был занесён в список в 1990 году на 14-й сессии Комитета всемирного наследия ЮНЕСКО.

## Список
| # | Изображение | Название                                                          | Местоположение          | Время создания | Год внесения в список | №   | Критерии   |
| - | ----------- | ----------------------------------------------------------------- | ----------------------- | -------------- | --------------------- | --- | ---------- |
| 1 |             | Колониальный город Санто-Доминго Ciudad colonial de Santo Domingo | Провинция Санто-Доминго | 1496           | 1990                  | 526 | ii, iv, vi |

## Предварительный список
В таблице объекты расположены в порядке их добавления в предварительный список.
| #  | Изображение | Название | Местоположение                                                  | Время создания  | Год внесения в предварительный список | №    | Критерии           |
| -- | ----------- | --- | --------------------------------------------------------------- | --------------- | ------------------------------------- | ---- | ------------------ |
| 1  |             | Старая церковь Хакагуа в городе Сантьяго-де-лос-Кабальерос исп. Jacagua, villa de Santiago                                              | Провинция Сантьяго                                              | —               | 2001                                  | 1704 | ?                  |
| 2  |             | Монтекристи Montecristi | Провинция Монте-Кристи                                          | 1533            | 2001                                  | 1705 | i, iv, v, vi       |
| 3  |             | Археологический и исторический национальный парк Пуэбло-Вьехо исп. Parque Arqueológico e Histórico Nacional de Pueblo Viejo, La Vega    | Провинция Ла-Вега                                               | 1495            | 2001                                  | 1707 | ?                  |
| 4  |             | Исторический центр города Сан-Фелипе-де-Пуэрто-Плата Centro histórico de Puerto Plata                                                   | Провинция Пуэрто-Плата                                          | XVI век         | 2001                                  | 1708 | ?                  |
| 5  |             | Город Асуа-де-Компостела Ciudad de Azua de Compostela                                                                                   | Провинция Асуа                                                  | 1504            | 2001                                  | 1709 | ?                  |
| 6  |             | Сахарная мельница Санате исп. Ingenio de Sanate (Ruta de los ingenios)                                                                  | Провинция Ла-Альтаграсия                                        |                 | 2002                                  | 1714 | ii, iv, vi         |
| 7  |             | Сахарная мельница Дукеса исп. Ingenio de Nuestra Señora de Monte Alegra o de la Duquesa (Ruta de los ingenios)                          | Национальный округ                                              | —               | 2002                                  | 1715 | ii, iv, vi         |
| 8  |             | Национальный парк Харагуа исп. Parque Nacional Jaragua                                                                                  | Провинция Педерналес                                            | 1983            | 2018                                  | 6290 | i, iii, vii, ix, x |
| 9  |             | Доиспанская наскальная живопись Доминиканской Республики исп. Arte Rupestre Prehispánico en República Dominicana                        | Провинции Ла-Альтаграсия, Сан-Кристобаль, Педерналес, Ато-Майор |                 | 2018                                  | 6294 | i, iii             |
| 10 |             | Национальный парк Котубанама Parque Nacional Cotubanamá                                                                                 | Провинция Ла-Романа, Ла-Альтаграсия                             | —               | 2018                                  | 6292 | i, ii, iii         |
| 11 |             | Первые сахарные заводы Америки исп. Primeros Ingenios Coloniales Azucareros de América *Бока-де-Нигуа *Диего Кабальеро *Энгомбе *Палаве | Провинции Санто-Доминго, Сан-Кристобаль                         | XVI — XVII века | 2018                                  | 6291 | ii, iv             |
| 12 |             | Заповедник морских млекопитающих на банках Ла-Плата и Навидад исп. Santuario de Mamíferos Marinos Bancos de La Plata y Navidad          | Провинция Эль-Сейбо                                             | —               | 2018                                  | 6293 | iii, ix, x         |
| 13 |             | Археологический памятник Ла-Исабела исп. Sitio Arqueológico de la Villa La Isabela                                                      | Провинция Пуэрто-Плата                                          | —               | 2018                                  | 6289 | ii, v              |